# Thomas Lux (Wirtschaftswissenschaftler)
Thomas Lux (* 4. August 1962 in Weidhausen bei Coburg) ist ein deutscher Wirtschaftswissenschaftler.

## Leben
Lux studierte nach der Schulzeit am Gymnasium Casimirianum Coburg und dem Zivildienst von 1982 bis 1987 Volkswirtschaftslehre an der Universität Würzburg, wo er 1987 das Diplom erwarb und 1990 zum Dr. rer. pol. promoviert wurde (summa cum laude). Von 1988 bis 1996 war er wissenschaftlicher Mitarbeiter an den Universitäten Würzburg und Bamberg. Während dieser Zeit lehrte er von 1989 bis 1993 als Dozent an der Verwaltungs- und Wirtschaftsakademie in Aschaffenburg. Seine Habilitation erfolgte 1996 (Lehrbefähigung im Fach Volkswirtschaftlehre) an der Universität Bamberg.
Nach Lehrstuhlvertretungen an der Goethe-Universität Frankfurt und der Universität Bonn wurde er 1998 Professor für Volkswirtschaftlehre an der Universität Bonn, bevor er im Jahr 2000 die Professur für Währungsökonomie und internationale Finanzwirtschaft an der Universität Kiel übernahm. Dort war er zudem zweimal Prodekan und von 2008 bis 2010 Dekan der Wirtschafts- und Sozialwissenschaftlichen Fakultät.
Darüber hinaus führten ihn Gastprofessuren an die International Christian University Tokyo, die University of Technology Sydney, die Universitat Aix-Marseille II, die Universität Jaume I, due Universität Kyoto und University of Hyogo, die Deakin University und die Universität Florenz.

## Schriften (Auswahl)
- Keynesianische Stabilisierungspolitik in neokeynesianischen Modellen. Frankfurt am Main 1990, ISBN 3-631-43063-9.
- mit Sascha Schornstein: Genetic learning as an explanation of stylized facts of foreign exchange markets. Frankfurt am Main 2002, ISBN 3-935821-38-7.